# Jokioinen
Jokioinen (Jockis in svedese) è un comune finlandese di 4990 abitanti, situato nella regione del Kanta-Häme.